# Edison-Volta-Preis
Der Edison-Volta-Preis wird von der European Physical Society für herausragende Leistungen in der Physik an Einzelpersonen oder Gruppen bis drei Personen vergeben. Er wurde 2011 von der EPS, dem Centro di Cultura Scientifica „Alessandro Volta“ und dem Unternehmen Edison gestiftet und ist mit 10.000 Euro dotiert. Der Name erinnert an Alessandro Volta und Thomas Edison.

## Preisträger
- 2012 Rolf-Dieter Heuer (Generaldirektor des CERN), Sergio Bertolucci (Direktor für Forschung und Rechner des CERN), Stephen Myers (Direktor für Beschleuniger am CERN) dafür, dass sie, aufbauend auf Jahrzehnte-langer Arbeit ihrer Vorgänger, die im LHC kulminierende Forschung leiteten, was zu vielen bedeutenden Fortschritten in der Hochenergiephysik führte insbesondere in der Entdeckung des Higgs-Bosons im Juli 2012 (Laudatio).[1]
- 2014 Jean-Michel Raimond (Universität Paris VI) für Arbeiten zu den Grundlagen der Quantenmechanik und Quanteninformationstheorie
- 2015 Nazzareno Mandolesi (Universität Ferrara), Jean-Loup Puget (Universität Paris-Süd), Jan Tauber (ESA) für wesentliche Beiträge zum Planck-Weltraumteleskop
- 2016 Michel Orrit (Universität Leiden) für grundlegende Beiträge zur Optik, zur Einzelmolekülspektroskopie (erste Entdeckung einzelner Moleküle mit Fluoreszenz und erster optischer Nachweis magnetischer Resonanz eines einzelnen Moleküls) und für Pionieruntersuchungen im Photoblinken und Photobleich-Verhalten einzelner Moleküle im Zentrum vieler aktueller optischer Experimente mit sehr hoher Auflösung (Laudatio)[2]
- 2018 Alain Brillet (Observatoire de la Cote d’Azur), Karsten Danzmann (Max-Planck-Institut für Gravitationsphysik und Leibniz-Universität Hannover), Adalberto Giazotto (INFN, posthum), Jim Hough (University of Glasgow) für the development, in their respective countries, of key technologies and innovative experimental solutions, that enabled the advanced interferometric gravitational wave detectors LIGO and Virgo to detect the first gravitational wave signals from mergers of Black Holes and of Neutron Stars.
- 2020 Dieter Weiss, Jurgen Smet, Klaus Ensslin für their seminal contributions to condensed matter nano-science.[3]